# Нетерпинцы
Нетерпинцы (укр. Нетерпинці) — село в Залозецкой поселковой общине Тернопольского района Тернопольской области Украины.
Код КОАТУУ — 6122680403. Население по переписи 2001 года составляло 191 человек.
До 2020 года входило в Зборовский район.

## Географическое положение
Село Нетерпинцы находится на правом берегу реки Лопушанка,
выше по течению на расстоянии в 3 км расположено село Белокриница,
ниже по течению на расстоянии в 1,5 км расположено село Носовцы,
на противоположном берегу — село Белоголовы.

## История
- 1780 год — дата основания.